# Chiến lược kinh doanh
Chiến lược kinh doanh là phương pháp, cách thức hoạt động kinh doanh của một công ty, tập đoàn trong lĩnh vực kinh doanh, nhằm đạt được hiệu quả kinh doanh tối ưu. Chiến lược kinh doanh là nội dung tổng thể của một kế hoạch kinh doanh có trình tự, gồm một chuỗi các biện pháp, cách thức kinh doanh chủ yếu xuyên suốt một thời gian dài. Mục tiêu cuối cùng là hướng tới việc thúc đẩy lợi nhuận cao nhất và sự phát triển của hệ thống kinh doanh. Chiến lược kinh doanh hiện nay được nghiên cứu và áp dụng tại nhiều doanh nghiệp.

## Khái niệm
Chiến lược kinh doanh là chiến lược mà tổ chức kinh doanh thực thi để đạt được các mục tiêu kinh doanh, chiến lược đề cập phương hướng đạt tới mục tiêu.
Chiến lược kinh doanh là một khái niệm của khoa học chiến lược, chỉ chiến lược trong lĩnh vực cụ thể là kinh doanh. Vì vậy, lý thuyết về chiến lược kinh doanh không xa rời những lý thuyết cơ bản về chiến lược. Trong đó, hai điểm chính trước hết đó là, chiến lược và chiến thuật hoàn toàn khác nhau, chiến lược kinh doanh và chiến thuật kinh doanh cần phải phân biệt rõ ràng. Thứ hai, chiến lược ở một cấp độ lớn hơn và chiến thuật chỉ là một phần trong đó, chiến lược kinh doanh có mức độ cao hơn và tính chất khác hơn so với chiến thuật kinh doanh. Hiểu rõ cặp đôi khái niệm này giúp định hình các phương pháp, cách thức đi từ tổng quát tới chi tiết, từ lớn tới nhỏ, thông qua đó vạch ra chính xác các hành động cụ thể nhất để thực hiện.

## Nền tảng
Chiến lược kinh doanh của doanh nghiệp hay chiến lược doanh nghiệp được xem là có cơ sở hình thành từ việc áp dụng chiến lược chính trị và chiến lược phát triển kinh tế.

## Đặc điểm
Một chiến lược kinh doanh cụ thể có sự ổn định theo thời gian hơn việc tiến hành một chiến thuật kinh doanh. Nhưng điểm chung nhất thông thường là thời gian với giới hạn được quy định rõ trong một kế hoạch, sẽ xác định rằng hoạt động của chiến lược kinh doanh cùng với các chiến thuật kinh doanh của nó đã thành công hay đã thất bại.
Chiến lược kinh doanh không phải là mô hình hoạt động bất biến. Khi có bất kỳ biến động thị trường, chiến thuật kinh doanh sẽ thay đổi để thích ứng, nhưng biến động thị trường quá lớn, chiến lược kinh doanh sẽ buộc phải thay đổi. Các cấp độ của cách thức, phương pháp kinh doanh phải hướng tới việc đáp ứng các vấn đề thực tế đang tác động trực tiếp đến việc kinh doanh.
Chiến thuật kinh doanh có thể được đề xuất và áp dụng bởi một cá nhân, nhưng một chiến lược kinh doanh phải thông qua một tập thể lớn hơn. Vì khả năng thất bại của nó sẽ ảnh hưởng rộng lớn hơn đối với tổ chức kinh doanh. Vì vậy, chiến lược kinh doanh phải có sự tính toán, cân nhắc kỹ lưỡng từ nhóm lãnh đạo cao cấp và những chuyên gia có năng lực nhất của công ty hay tập đoàn.
Phạm vi không gian của chiến lược kinh doanh cũng rộng lớn hơn chiến thuật kinh doanh. Đó là phương pháp, cách thức chung áp dụng trên phạm vi không gian rộng lớn. Ví dụ, chiến lược kinh doanh của tập đoàn kinh doanh trên phạm vi toàn cầu, nhưng ở mỗi thị trường cụ thể từng quốc gia, phải có chiến thuật riêng biệt. Tức cách thức kinh doanh phải nhấn mạnh sự phù hợp ở địa phương.
Khả năng xây dựng một chiến lược kinh doanh thông thường bị chi phối bởi khả năng giới hạn về vốn. Việc thiết lập các đối tác liên minh, hùn vốn kinh doanh với nhau trong một số trường hợp cần thiết có thể khắc phục hạn chế này.

## Vị trí
Chiến lược kinh doanh là một bộ phận của chiến lược doanh nghiệp. Thông thường các chiến lược khác xoay quanh vấn đề nội bộ, đó là những chiến lược hướng nội nhiều hơn, nhằm giúp phát triển sự nghiệp kinh doanh của doanh nghiệp. Như chiến lược nhân sự, chiến lược tài chính, chiến lược phát triển công nghệ,...Chiến lược kinh doanh là phần hướng ngoại nhiều nhất của sự nghiệp phát triển doanh nghiệp, trực tiếp thực thi vào thị trường kinh doanh. Sự thành bại của chiến lược kinh doanh sẽ tác động trực tiếp và mạnh nhất đối với nhu cầu cải tổ của doanh nghiệp.
Từ chiến lược kinh doanh sẽ phân bổ thành các chiến lược cụ thể hơn: chiến lược phát triển sản phẩm, chiến lược phân phối, chiến lược bán hàng, chiến lược tiếp thị, chiến lược giá,...mỗi bộ phận đó có vai trò, chức năng khác nhau. Và hoạt động thường theo trình tự, nhưng mỗi một chiến lược luôn là một bộ phận của nhau, đều tác động đến hiệu quả kinh doanh, thành công hay thất bại của toàn bộ chiến lược kinh doanh tổng thể.

## Vai trò
Chiến lược kinh doanh tham chiếu kinh nghiệm trong quá khứ của doanh nghiệp, hoặc doanh nghiệp khác bên ngoài, vạch sẵn phương hướng hành động cho hoạt động kinh doanh, các phương pháp, cách thức đều có tính chất giả định và tính chất chỉ dẫn. Chiến thuật kinh doanh mới là hành động rõ ràng cụ thể hơn và thực thi bởi đội ngũ lao động đã được phân bổ, giao phó vai trò. Bên cạnh việc chỉ định phương pháp, cách thức và vai trò của nhân sự lao động, chiến lược kinh doanh phân bổ nguồn lực về vốn, đội ngũ lao động cơ sở sẽ thực thi chiến thuật cụ thể trong hành động họ sẽ sử dụng nguồn lực về vốn đó.
Chiến lược kinh doanh không phải là bất biến, sự thành công của nó chỉ tồn tại trong một thời gian. Thị trường tương lai sẽ mau chóng xuất hiện các doanh nghiệp cạnh tranh khác, chiến lược kinh doanh sẽ phải sẵn sàng thay đổi bất kể trong quá khứ lẫn hiện tại nó vẫn còn hiệu quả.
Một chiến lược kinh doanh được xây dựng không chỉ để chiến thắng thị trường và khách hàng, vốn dĩ là những đại lượng biến động lớn, hay có thể gọi những vấn đề đó là kẻ thù vô hình, doanh nghiệp luôn có đối thủ trong lĩnh vực đầu tư, kinh doanh của nó. Đó là kẻ thù hữu hình. Chiến lược kinh doanh phải bao gồm bản chất của cạnh tranh, nhằm đánh bại và loại bỏ đối thủ. Vì vậy, đôi khi chiến lược kinh doanh thay đổi là để đáp ứng chiến lược tấn công của doanh nghiệp đối thủ.

## Danh sách
Bài chi tiết: Danh sách các chiến lược kinh doanh

### Sách
- MediaZ (2017). Marketing plan - Bản phác thảo kế hoạch marketing. MZ Book.
- Nguyễn Văn Chọn (2001). Quản lý Nhà nước về kinh tế và quản trị kinh doanh của doanh nghiệp. Nhà xuất bản Khoa học kỹ thuật.